# أماتوكسين
الأماتوكسينات (بالإنجليزية: Amatoxins) هي مجموعة من الببتيدات الحلقية شديدة السمية، توجد في عدة أنواع من الفطريات السامة، وأشهرها فطر قبعة الموت (Amanita phalloides).
تُعتبر هذه السموم مسؤولة عن الغالبية العظمى (أكثر من 95%) من حالات الوفاة الناتجة عن التسمم بالفطر حول العالم. تتميز الأماتوكسينات بقدرتها على إيقاف العمليات الحيوية الأساسية في الخلية، مما يؤدي إلى فشل عضوي حاد، خاصة في الكبد والكلى.

## الأنواع والمصادر الطبيعية
الأماتوكسينات هي ببتيدات ثنائية الحلقة تتكون من ثمانية أحماض أمينية. يوجد ما لا يقل عن تسعة أنواع معروفة من الأماتوكسينات، وأهمها من الناحية السمية:
- ألفا-أمانيتين (α-Amanitin): هو النوع الأكثر فاعلية وسمية.
- بيتا-أمانيتين (β-Amanitin)
- غاما-أمانيتين (γ-Amanitin)

توجد هذه السموم في عدة أجناس من الفطريات، أبرزها:
- جنس أمانيتا (Amanita): مثل فطر قبعة الموت (A. phalloides) وفطر الملاك المدمر (A. ocreata و A. bisporigera).
- جنس جالرنيا (Galerina): مثل فطر Galerina marginata.
- جنس ليبيوتا (Lepiota): في بعض الأنواع الصغيرة من هذا الجنس.

من المهم ملاحظة أن الأماتوكسينات مركبات ثابتة كيميائيًا ولا تتحلل بالحرارة، مما يعني أن طهي الفطر السام لا يزيل سميتها.

## آلية العمل البيوكيميائية
تكمن خطورة الأماتوكسينات في آلية عملها الدقيقة والفعالة، حيث تعمل كمثبط قوي وانتقائي لإنزيم بوليميراز الرنا 2 (RNA Polymerase II) في الخلايا حقيقية النواة.
هذا الإنزيم مسؤول عن عملية النسخ، وهي الخطوة الأولى والأساسية في تصنيع جميع البروتينات في الخلية، حيث يقوم بنسخ المعلومات الوراثية من الدنا (DNA) إلى الرنا الرسول (mRNA). عندما يرتبط الأماتوكسين بالإنزيم، فإنه يمنعه من الحركة على طول شريط الدنا، مما يؤدي إلى توقف كامل لعملية النسخ.
ونتيجة لذلك، تتوقف الخلية عن إنتاج البروتينات الضرورية لحياتها، مما يؤدي إلى موتها (نخر خلوي). تكون خلايا الكبد (Hepatocytes) هي الأكثر تأثرًا لأنها أول من يتعامل مع السموم التي يتم امتصاصها من الجهاز الهضمي، ولأنها تتميز بمعدل أيض عالٍ.

## السمية والمراحل السريرية للتسمم
تتميز سمية الأماتوكسين بجرعة مميتة منخفضة جدًا تقدر بحوالي 0.1 مليغرام لكل كيلوغرام من وزن الجسم. يمر التسمم بالأماتوكسين عادةً بأربع مراحل سريرية واضحة:
1. فترة الكمون (6-24 ساعة): وهي أخطر مرحلة، حيث لا تظهر أي أعراض على المريض بعد تناول الفطر، مما يعطي انطباعًا خاطئًا بالأمان ويؤخر طلب العلاج. خلال هذه الفترة، يبدأ السم في تدمير خلايا الكبد والكلى.
2. المرحلة المعدية المعوية (24 ساعة): تبدأ الأعراض فجأة على شكل إقياء شديد، ومغص بطني، وإسهال مائي يشبه الكوليرا، مما يؤدي إلى جفاف حاد واختلال في الشوارد.
3. مرحلة التحسن الظاهري (24-48 ساعة): قد يشعر المريض بتحسن مؤقت وتختفي الأعراض المعدية المعوية، لكن السم يستمر في تدمير الكبد والكلى بصمت.
4. مرحلة الفشل الكبدي والكلوي (4-9 أيام): تظهر علامات الفشل الكبدي الحاد مثل يرقان (اصفرار الجلد والعينين)، واعتلال دماغي كبدي (ارتباك وغيبوبة)، واضطرابات في تخثر الدم. إذا لم يتم التدخل الطبي العاجل، غالبًا ما تنتهي هذه المرحلة بالوفاة.

## التشخيص والعلاج
يعتمد التشخيص بشكل أساسي على تاريخ المريض (تناول فطر بري) والأعراض السريرية المميزة. لا يوجد ترياق محدد للتسمم بالأماتوكسين، ويعتمد العلاج على الرعاية الداعمة المكثفة وإزالة السم من الجسم. تشمل بروتوكولات العلاج:
- العلاج الداعم: تعويض السوائل والشوارد المفقودة.
- إزالة السم: استخدام فحم نشط بجرعات متكررة لمنع امتصاص السم، وتنقية الدم في بعض الحالات.
- أدوية حماية الكبد: استخدام جرعات عالية من بنسلين وسيليبينين (مستخلص من نبتة الخرفيش أو Milk Thistle) والتي يُعتقد أنها تقلل من امتصاص الأماتوكسين في خلايا الكبد.
- زراعة الكبد: تُعتبر الخيار الأخير والمنقذ للحياة في حالات الفشل الكبدي الحاد.